# Inghem
Inghem korábbi község Franciaországban, Pas-de-Calais megyében. Lakosainak száma 531 fő (2018. január 1.). Inghem Helfaut, Clarques, Ecques, Herbelles és Pihem községekkel határos.
2016. szeptember 1-jén Herbelles korábbi községgel egyesült és az így létrejött Bellinghem új község része lett.

## Népesség
A település népességének változása:
| Lakosok száma | 477  | 1095 | 532  | 531  |
|               | 2013 | 2016 | 2017 | 2018 |